# Federhaus
Ein Federhaus ist ein Teil einer Uhr. Es handelt sich dabei um ein Gehäuse zur Aufnahme einer Spiralfeder, mit der die Uhr angetrieben wird. Dieses ist meist trommelförmig und zumeist mit einem Deckel verschlossen.

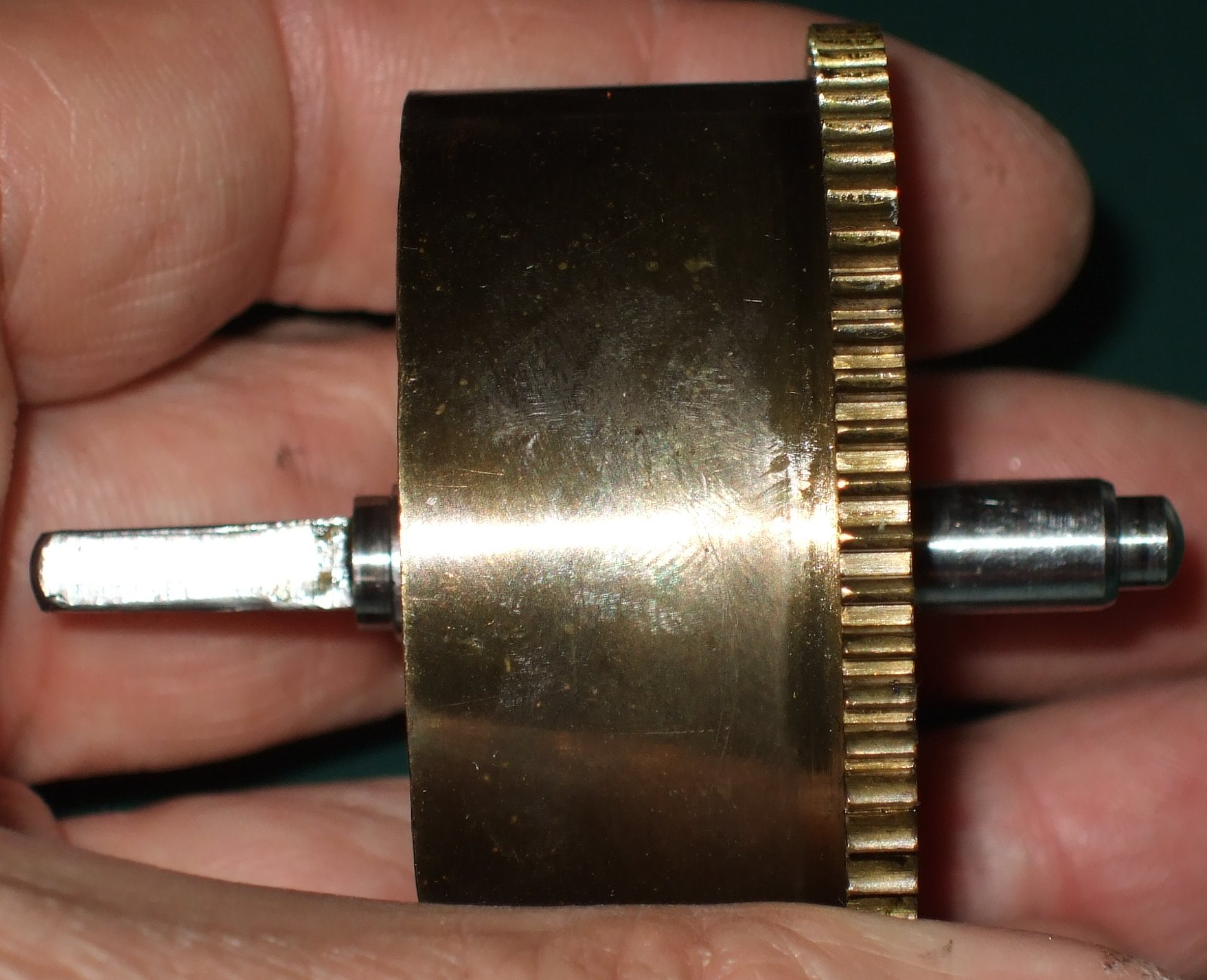
Federhaus (links Aufzugwelle, rechts Teil des Federhauskerns)

## Eigenschaften
Es gibt eine Reihe von Anwendungen von Federhäusern. Sehr verbreitete Anwendungen sind Uhrwerke mit Federzug und Spieldosen mit Federzug.
Die wesentlichen Vorteile des Federhauses sind:
- einfacher Zusammenbau des Werkes / der Spieldose
- einfache und ungefährlichere Zerlegung des Werkes / der Spieldose, da die Feder nicht gegen andere Teile drückt
- geringere Gefahren, falls jemand das Werk ungeschickt anfasst
- verringerte Verletzungsgefahr bei Federbruch
- kaum Verschmutzung der Feder
- Möglichkeit, die Feder zu fetten oder zu ölen
- keine Belastungen des Gehäuses durch Federdruck

Angelehnt an Hermann Brinkmann gibt es verschiedene Ausführungen von Federhäusern:
- festes Federhaus (heute noch bei Spieluhren weit verbreitet)
- umlaufendes Federhaus mit Verzahnung (mit Sonderform des fliegenden Federhauses)
- geteiltes Federhaus mit Verzahnung am Federhaus selbst und am parallel liegenden Zahnrad
- Federhaus mit Schnecke

Grundlegend bei jeder konventionellen Aufzugsfeder von Uhren ist, dass die Feder aus einem flachen Band besteht, das an beiden Ende für die Befestigung vorbereitet wurde und mit einem Ende in einen Haken des sogenannten Federkerns (oder Federhauskerns) eingehängt und um den Federkern gewickelt wird. Der Federkern ist Teil einer Welle oder Achse oder ist fest damit verbunden. Die Feder kann mit Hilfe eines Federwinders aufgerollt und in das Federhaus eingesetzt werden.

## Uhrwerk mit frei ziehender Feder bzw. ohne Federhaus (zum Vergleich)

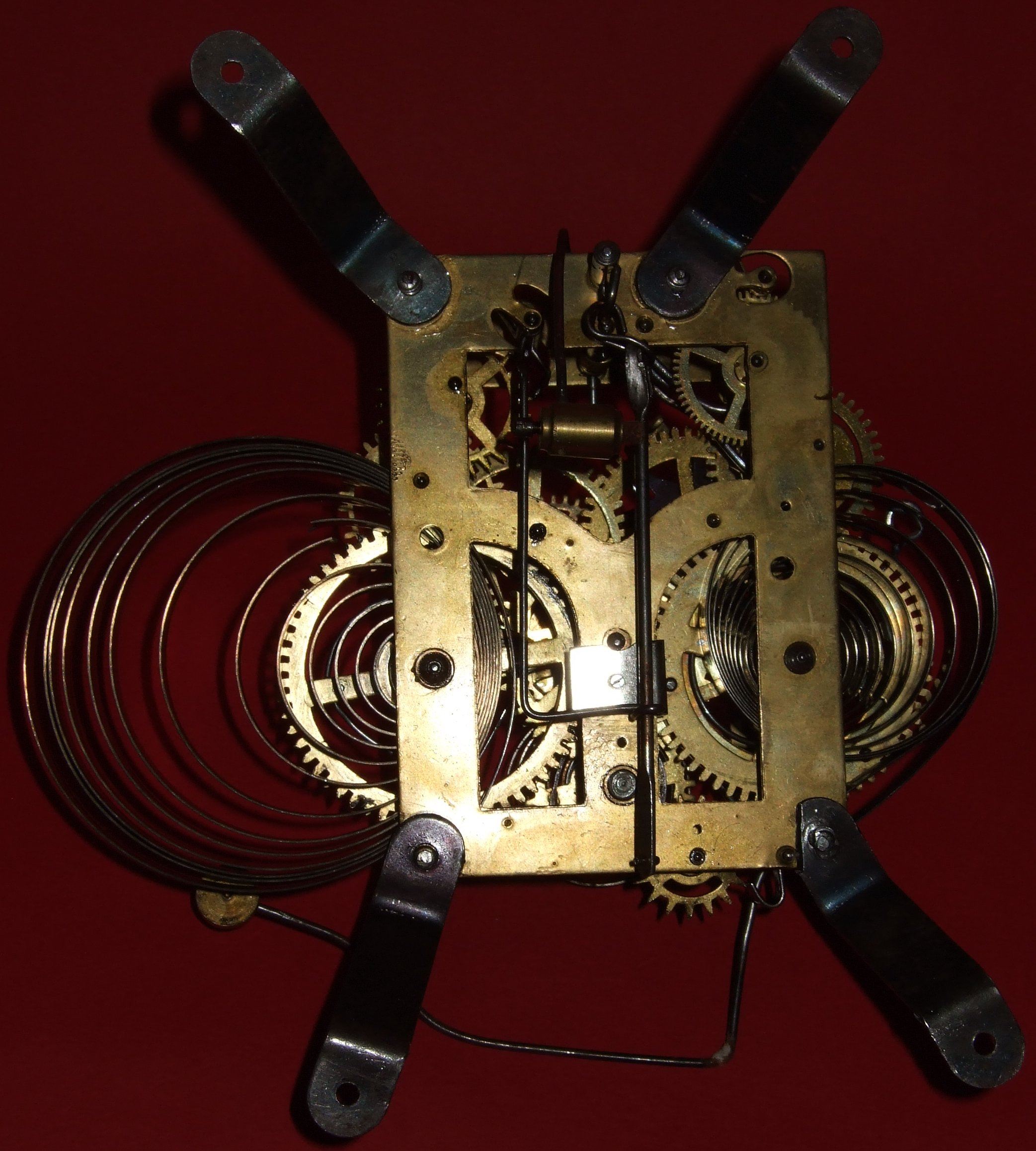
Uhrwerk ohne Federhaus

- Aufbau: Die Feder wird an einem Ende an einem Pfeiler des Werkes befestigt und am anderen Ende in einen kleinen Haken auf dem Federkern (Teil der Welle) eingehängt. Ein Sperrrad ist fest auf der Welle mit der Feder angebracht und drehbar ist ein Zahnrad (Federrad) aufgesetzt, welches durch eine Sperrklinke daran gehindert wird, sich in einer der beiden Richtungen lose zu drehen, während die andere Drehrichtung nicht eingeschränkt wird. Beim Aufziehen der Zugfeder gibt die Sperrklinke die Drehrichtung des Aufzuges frei und die Welle dreht sich gegen das Zahnrad. Beim Ablaufen des Werkes sperrt die Sperrklinke und das Zahnrad dreht sich mit exakt der Geschwindigkeit, wie die Welle.
- Besonderheiten: Markant am Uhrwerk ohne Federhaus ist, dass die Federn im entspannten Zustand deutlich über das Werk hinausragen und innerhalb des Werkes verschiedene Teile, u. a. mehrere Zahnräder starker seitlicher Krafteinwirkung aussetzen. Das hat für den Uhrmacher den Nachteil, dass beim Öffnen des Uhrwerkes viele Teile mit teilweise hoher Geschwindigkeit aus dem Werk geschleudert werden, wenn er nicht vorher entsprechende Schutzmaßnahmen ergriffen hat. Ein weiterer Nachteil dieser einfachen und preiswerten Lösung ist, dass während des Aufziehens der Feder das Werk vollständig entlastet wird und sich eventuell geringfügig in der entgegengesetzten Richtung bewegt. Der Vorteil ist die preiswerte Herstellung. Historisch gesehen von Vorteil war die große Freiheit der Zugfeder und die damit längere Laufzeit von frühen Uhren mit frei ziehender Feder anstelle von Federhäusern. Heute ist die Auslegung von Uhrenfedern und Federhäusern so weit fortgeschritten, dass eher die Vorteile des Federhauses überwiegen, als die Nachteile.

## Spieluhr mit festem Federhaus

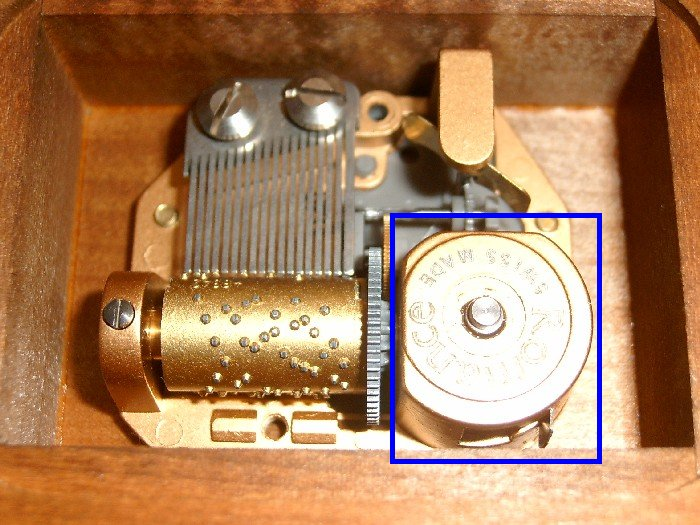
Spieluhr mit festem Federhaus (blau umrandet)

- Aufbau: Die Feder wird mit dem äußeren Ende in das Federhaus eingehängt (im Foto im unteren Bereich des Federhauses sichtbar) und am anderen Ende in einen kleinen Haken auf dem Federkern (Teil der Welle) eingehängt. Das Federhaus ist fest mit der Bodenplatte der Spieluhr oder fest mit der Platine des Uhrwerkes verbunden (z. B. angeschraubt). Das Federrad mit Sperrklinke, Sperrrad und Federkern ist genauso aufgebaut, wie bei Uhrwerken ohne Federhaus.
- Besonderheiten: Während des Aufziehens der Feder wird das Werk vollständig entlastet und eventuell geringfügig in der entgegengesetzten Richtung bewegt, was bei Spieluhren ohne Nachteil ist. Das feste Federhaus bietet bereit hervorragenden Schutz gegen herausspringende Teile der Feder bei Federbruch oder Verletzungen durch unachtsames Hineingreifen in die Feder. Dadurch qualifiziert sich das feste Federhaus bestens für den Einsatz in Spieluhren. Für Uhrwerke wird das feste Federhaus heute selten eingesetzt, da die Minderkosten gegenüber einem umlaufenden Federhaus vernachlässigbar sind.

## Umlaufendes Federhaus

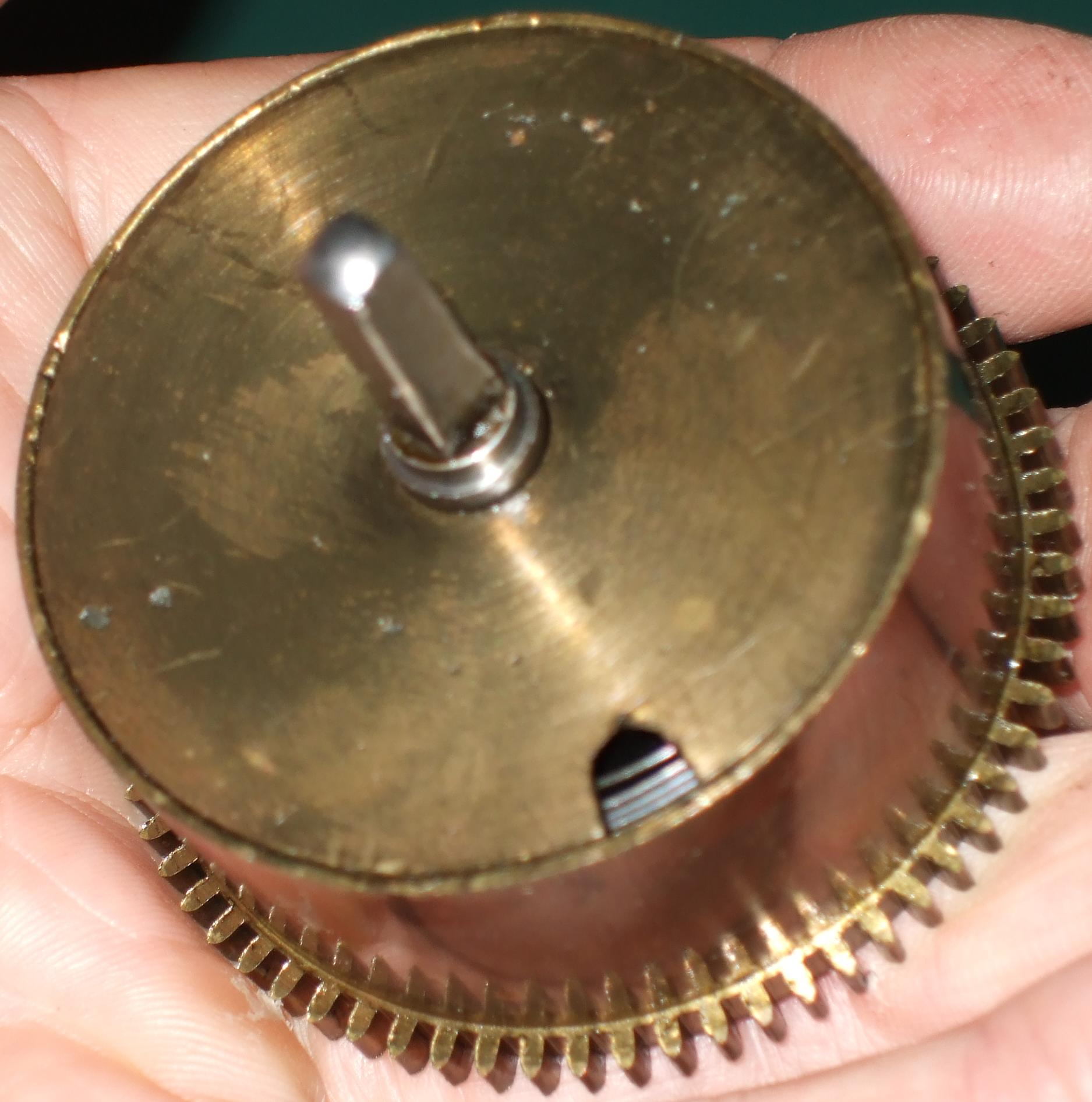
Federhaus mit Deckel und Aufzugwelle
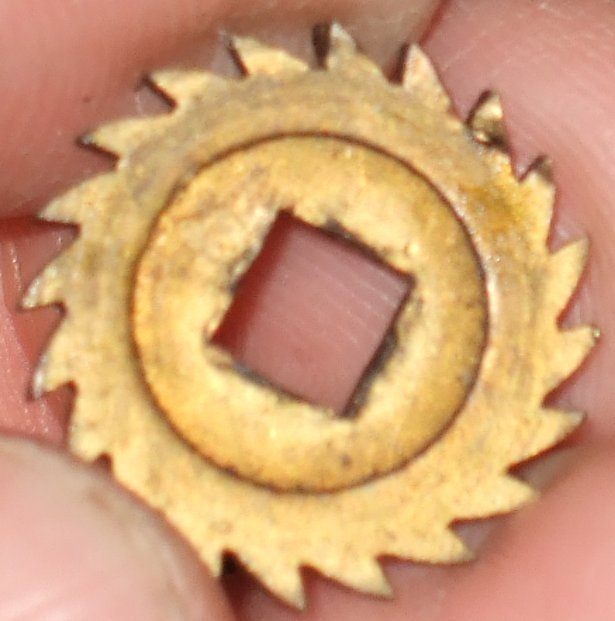
Sperrrad
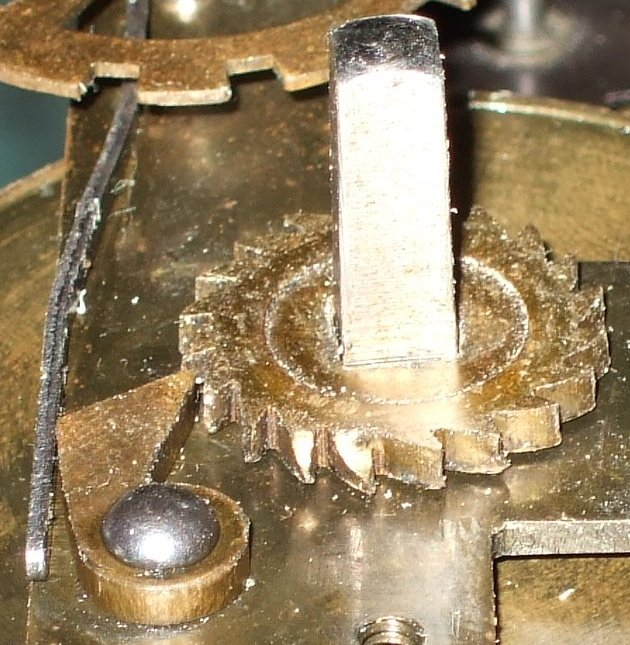
Gesperr
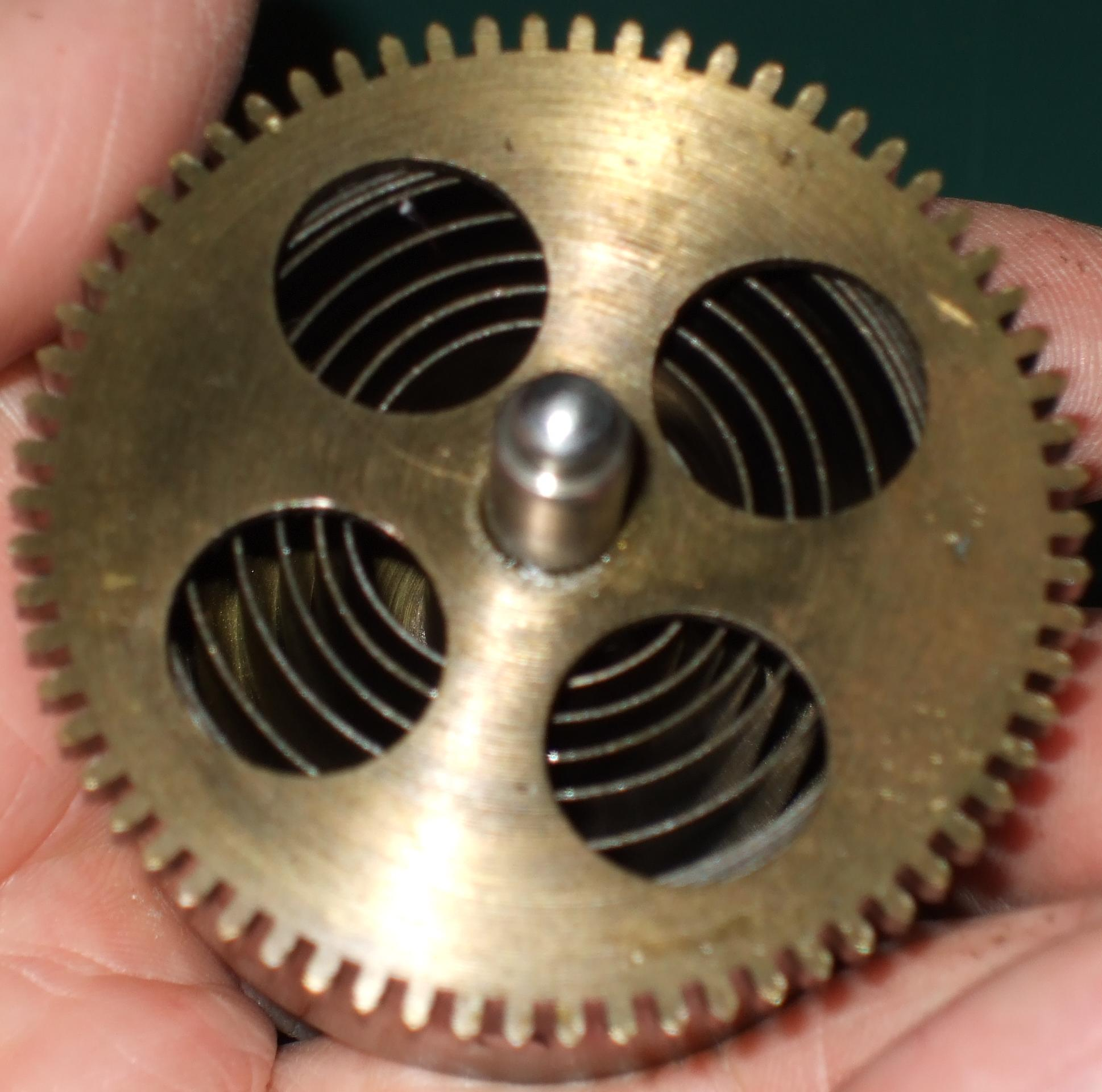
Federhaus (in der Mitte der Federhauskern)

- Aufbau: Ein Sperrrad mit Sperrklinke sitzt auf der Aufzugswelle und verhindert, dass die Energie der Feder sofort wieder entschwindet, wenn der Aufzugsschlüssel losgelassen wird. (Im Foto zum Gesperr erkennbar: Sperrrad hat zwei defekte Zähne und Feder drückt Sperrklinke nur ungenügend gegen das Sperrrad.) Im Inneren des Federhauses befindet sich eine Welle mit dem Federkern. Die Welle hat hinten einen Lagerzapfen und vorne den Aufzugsvierkant. Die Feder selbst ist um den Federkern (der auf der Welle sitzt) gewickelt worden, bevor sie in das Federhaus geschoben wurde. Das innere, genauso wie das äußere Ende der Feder hat einen Durchbruch (Loch) welcher dazu dient, dass ein Dorn in der Welle und ein Dorn in der Außenseite des Federhauses die Federenden gegen Verrutschen sichern können. Daraus entsteht die Notwendigkeit, dass jede Umdrehung, die mit dem Aufzugsvierkant ausgeführt wurde später in einer analogen Bewegung vom Umfang des Federhauses nachvollzogen wird. Bis dies der Fall sein wird bleibt die Feder unter Spannung. Die hierbei auftretenden Kräfte werden meist dramatisch unterschätzt. Das Öffnen von Uhrwerken mit nicht entspannten Federn oder das Öffnen von Federhäusern oder das Entnehmen von Federn aus Federhäusern soll nur unter fachkundiger Anleitung und mit geeignetem Werkzeug vorgenommen werden!
- Besonderheiten: Das umlaufende Federhaus weicht von den bisherigen Lösungen weiter ab: Es dreht sich beim Ablauf des Werkes. Die Federkraft wirkt auch während des Aufzugsvorganges unverändert auf das Werk, so dass selbst sehr langsames Aufziehen das Werk nicht zum Stillstand bringt. Das Federhaus kann im entspannten Zustand auch sehr einfach aus dem Werk genommen und eingesetzt werden. Das umlaufende Federhaus ist eine heute sehr verbreitete Lösung, die viel Sicherheit bietet, selbst wenn die Feder bricht, ohne deswegen mehr Platz zu benötigen.

## Fliegendes Federhaus
Das fliegende Federhaus ist eine Sonderbauform des umlaufenden Federhauses.
- Aufbau: Die Welle des Federhauses wird beim fliegenden Federhaus nur einseitig gehalten. Um zu verhindern, dass die Welle samt Federhaus aus dem Werk fällt, ist auf der Seite des Sperrrades ein sogenanntes Hütchen aufgeschraubt, welches die Welle mit Sperrrad zusätzlich in Position hält.
- Besonderheiten: Das fliegende Federhaus wurde fast nur bei Taschenuhren mit Aufzug durch einen Schlüssel eingesetzt, um Bauhöhe einzusparen. Auf dem freien bzw. fliegenden Ende der Welle ist ein Vierkant aufgebracht, an dem die Uhr aufgezogen werden kann.

## Geteiltes Federhaus

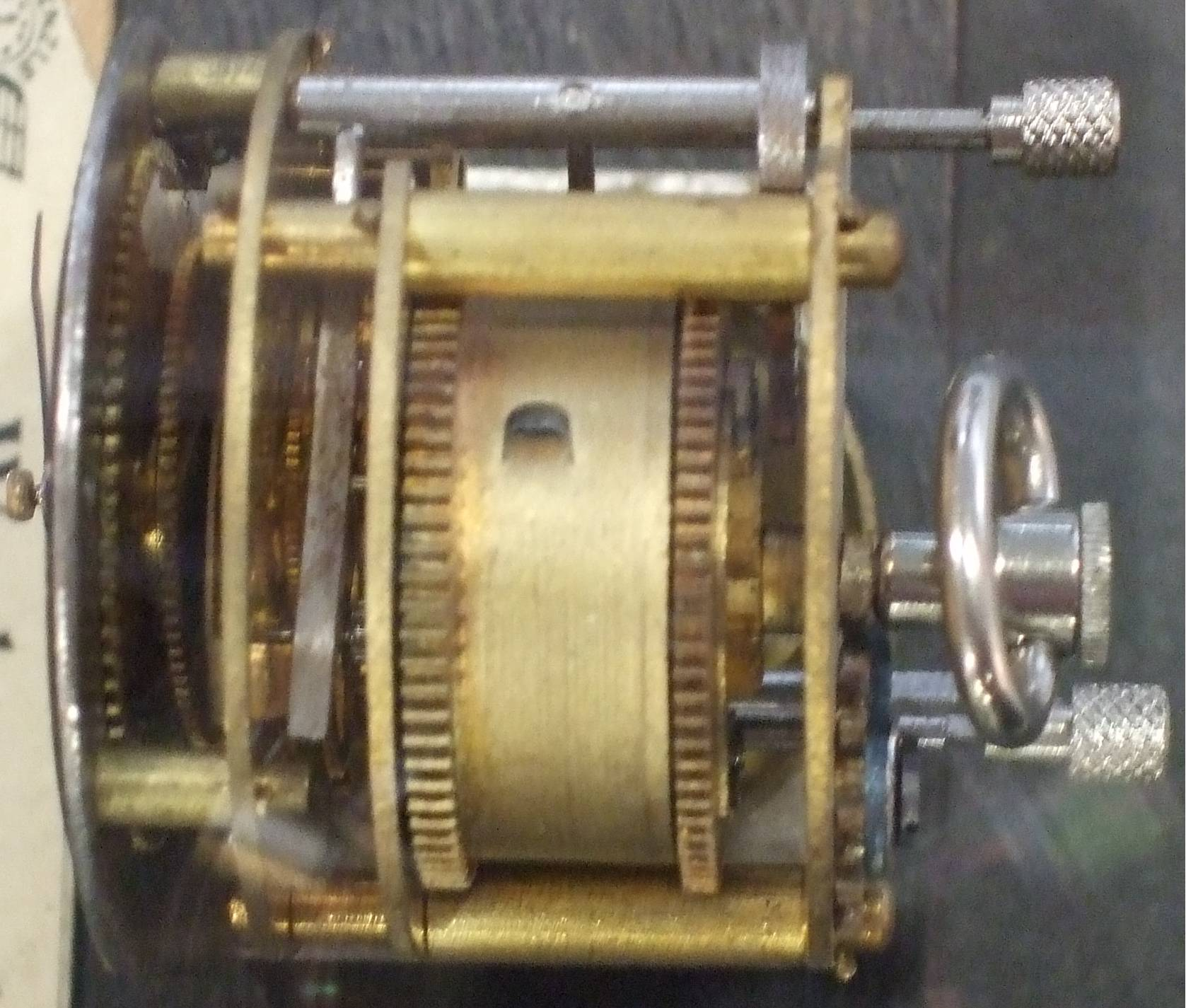
Werk eines Weckers. Massive Bauweise

- Aufbau: In Weckern mit nur einem Aufzug für Gehwerk und Weckwerk zusammen oder manchen besonderen Uhrwerken wird das Federhaus geteilt, wie im Bild oben. Auf der linken Seite ist ein umlaufendes Federhaus zu erkennen, das über keinen Deckel verfügt. Es treibt das Gehwerk an. Direkt im Anschluss an dieses Federhaus folgt rechts davon ein Federrad (Zahnrad) mit Sperrklinke und Sperrrad, welches das Weckwerk antreibt. Bei dieser Lösung werden beide Enden der Feder dazu genutzt jeweils einen Werksteil anzutreiben. Dieses Federhaus hat außen und im Bild links den Aufbau des Federhauses mit Verzahnung und innen und im Bild rechts den Aufbau eines Zahnrades für ein festes Federhaus oder für ein Werk ohne Federhaus.
- Besonderheiten: Der markante Vorteil dieser Lösung ist, dass mit einer Feder zwei Werksteile angetrieben werden können und nur eine Feder aufgezogen werden muss. Nachteile sind, dass ein Werksteil während des Aufzugsvorganges nicht angetrieben wird und dass die Feder natürlich auch die Energie für beide Werksteile aufbringen muss. Beide Nachteile sind bei Weckern von sehr geringer Bedeutung, aber bei den seltenen Werken, bei denen z. B. eine Uhr mit Westminsterschlag mit nur zwei Aufzugsfedern realisiert wurde, deutlich spürbar durch die sehr hohe Kraft beim Aufziehen des kombinierten Schlagwerkes.

Alle bisher vorgestellten Lösungen haben den Nachteil, dass die Federkraft nicht unverändert auf das Werk wirkt, sondern bei voll aufgezogener Feder wesentlich stärker ist, als bei fast abgelaufener Feder. Kann die Hemmung des Uhrwerkes diesen Nachteil nicht weitgehend aufwiegen, so kann nur die Lösung mit Schnecke Abhilfe schaffen:

## Federhaus mit Schnecke

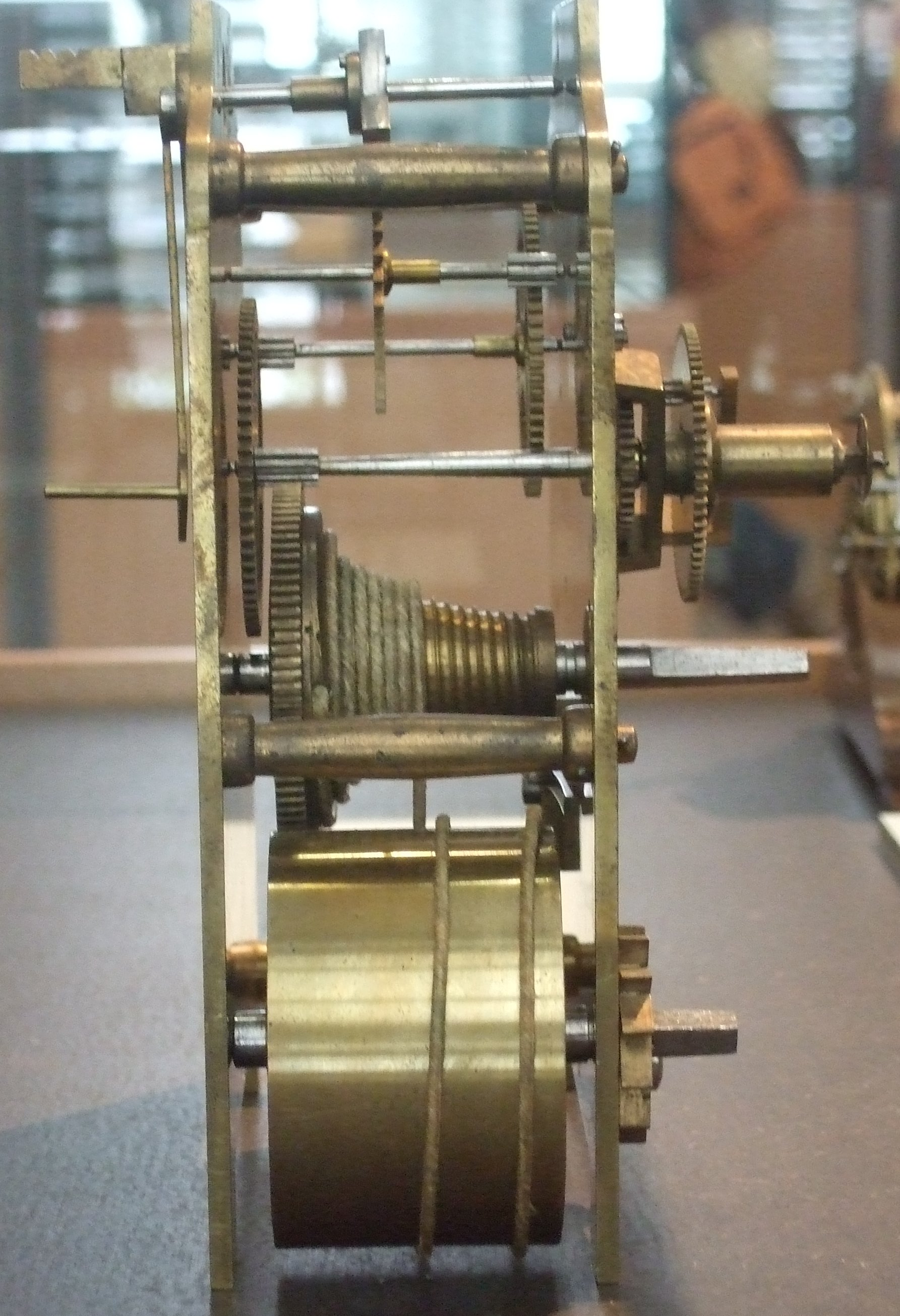
Uhrwerk mit Federzug und Schnecke
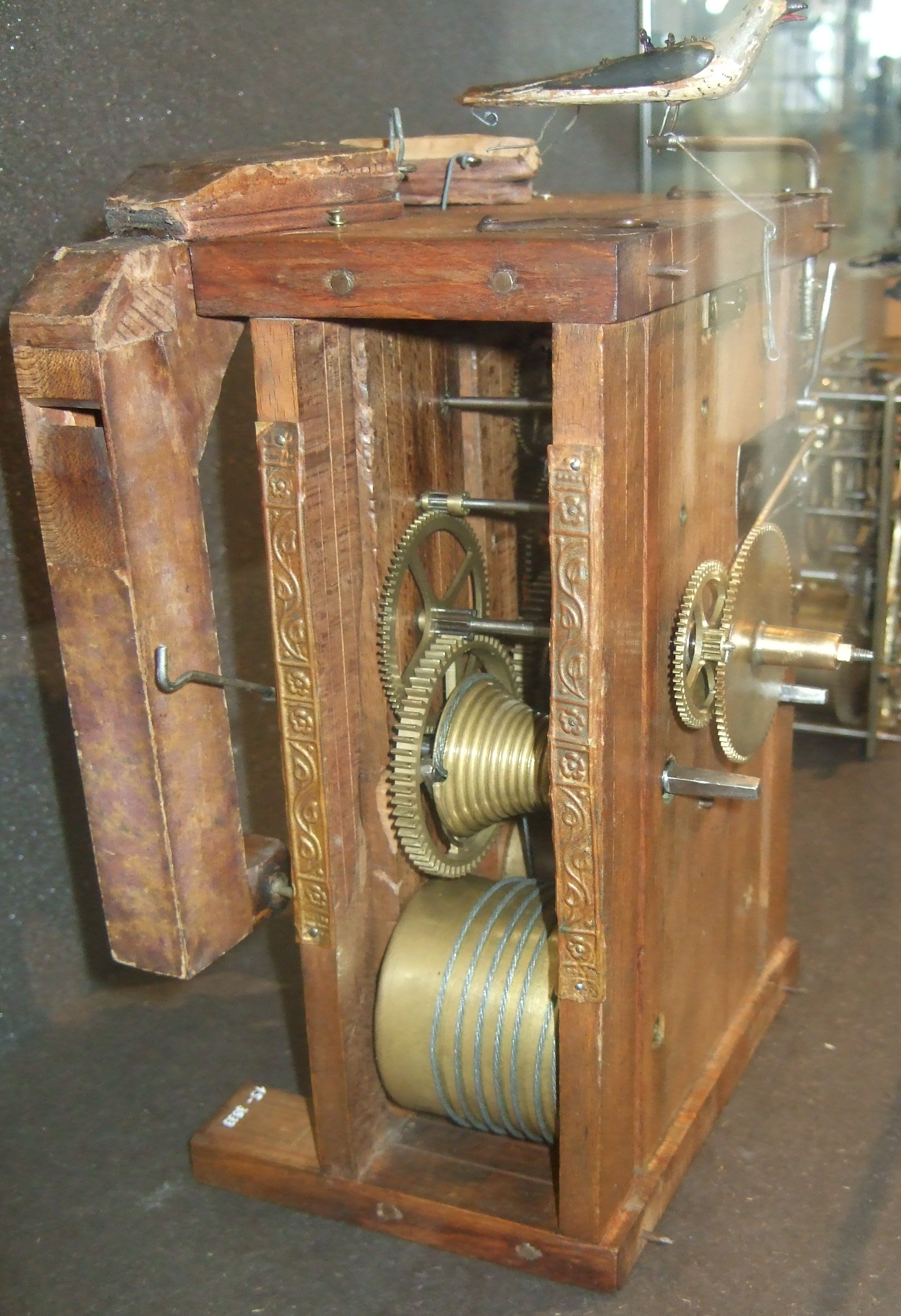
Uhrwerk einer Kuckucksuhr mit Federzug

- Aufbau: Das Federhaus mit Schnecke ist die komplizierteste Lösung von allen. Hier ist die Feder im Federhaus untergebracht. Die Welle oder Achse des Federhauses steht während des Aufzugsvorganges oder dem Ablauf des Werkes völlig still bzw. fest. Bei beiden Vorgängen wird nur das Federhaus gegen die Achse gedreht. Das geschieht über einen Seilzug (vergl. Fotos) (bei Nachbauten häufig auch ein reißfestes Stahlband) oder einen Kettenzug. Das Seil ist an einem Punkt des zylindrischen Federhauses befestigt und mit dem anderen Ende an dem Ende der Schnecke mit dem größten Durchmesser. Die Schnecke sitzt auf einer Welle mit Vierkant, die zum Aufziehen des Werkes durch den Aufzugsschlüssel in eine Richtung gedreht wird. Dabei gibt die Sperrklinke, die auf dem Zahnrad neben der Schnecke sitzt die Bewegung der Welle der Schnecke gegenüber dem Zahnrad frei. Während des Aufzugsvorganges wird das Seil vom Federhaus abgewickelt und auf die Schnecke aufgewickelt. Je weiter die Feder durch das Abwickeln des Seiles vom Federhaus gespannt wird, desto größer wird die Kraft am Seil, da die Feder ja zunehmend gespannt wird. Das wird kompensiert durch den abnehmenden Durchmesser der Schnecke bei zunehmend auf der Schnecke aufgewickeltem Seil.

Da die Feder auch im abgelaufenen Zustand noch Kraft auf das Werk ausüben muss, ist es erforderlich, dass sie vorgespannt wird. Das erfolgt über ein Sperrrad auf der Achse des Federhauses mit auf der Werksplatine montierter Sperrklinke. Der zugehörige Vierkant ist nur bei freigelegtem Werk zugänglich und wird nur bei der Montage des Werkes verwendet respektive die Feder wird vor Demontage des Werkes entspannt.
- Besonderheiten: Über diese Methode wird erreicht, dass das Drehmoment, mit der das Zahnrad der Schnecke das Werk antreibt, fast konstant bleibt, unabhängig davon, ob die Feder voll aufgezogen oder fast abgelaufen ist.

Nachteilig ist, dass während des Aufziehens der Feder das Werk vollständig entlastet und eventuell geringfügig in der entgegengesetzten Richtung bewegt wird. Da die Dauer des Aufziehens bei weitem unter der Dauer des Ablaufes liegt, überwiegen die Vorteile aber deutlich. Der benötigte Bauraum für diese Lösung ist etwas doppel so groß wie bei einem umlaufenden Federhaus. Das Federhaus mit Schnecke wurde vor allem früher bei hochwertigen Uhren eingesetzt. Heute wird der Unterschied in der Federzugkraft bei hochwertigeren Uhren durch Hemmungen neutralisiert, die bei unterschiedlicher Antriebskraft nicht zu relevanten Unterschieden in der Schwingungsfrequenz führen.